# Linea M5 (metropolitana di Bucarest)
La linea M5 è la quinta linea della metropolitana di Bucarest. Attraversa la città da est a ovest partendo dalla stazione di Eroilor fino a Râul Doamnei, attraversando anche il centro cittadino.
L'apertura dei cantieri per la prima tratta tra Râul Doamnei e Eroilor è avvenuta nel 2011 e la linea è stata ufficialmente inaugurata il 15 settembre 2020.
La linea si interscambia con le linee M1 e M3 presso la stazione Eroilor e in futuro con la linea M2 presso la stazione Universitate.

## Parco rotabile
Fino al 2023 vengono utilizzati 8 convogli Bombardier Movia 346, ridistribuiti dalla linea M3.